# Иннокентий (Александров)
Епи́скоп Инноке́нтий (в миру Илья Фёдорович Александров; 8 (19) июля 1793] — 3 (15) апреля 1869) — епископ Русской православной церкви, епископ Екатеринославский и Таганрогский.

## Биография
Родился 8 (19) июля 1793 года в семье кафедрального протоиерея Астрахани Феодора Чумички. Первоначальное образование получил в Астраханской семинарии (вып. 1814).
В 1819 году окончил курс Санкт-Петербургской духовной академии со степенью магистра.
Был пострижен 14 марта 1820 года в монашество, рукоположен во иеромонаха и назначен инспектором Новгородской духовной семинарии. В следующем году, 15 августа, был возведён в сан архимандрита Старицкого Успенского монастыря Тверской епархии.
2 августа 1823 года назначен ректором Смоленской семинарии и настоятелем Смоленского Спасо-Авраамиева монастыря. Одновременно состоял членом консистории, цензором проповедей, благочинным монастырей.
19 мая 1832 года хиротонисан во епископа Слободско-Украинского и Харьковского; 22 июля 1835 года перемещён в Иркутск, где содействовал миссионерским трудам протоиерея Вениаминова, будущего митрополита Московского. При нём третьеклассный иркутский женский Знаменский монастырь был возведён во 2-й класс.
С 23 апреля 1838 года — епископ Екатеринославский и Таганрогский.
С 14 октября 1839 года был действительным членом общества истории и древностей.
Был уволен 19 августа 1853 года на покой в Старо-Харьковский Куряжский Преображенский монастырь, где и скончался 3 (15) апреля 1869 года.